# Palacio Municipal de Magdalena
El Palacio Municipal de Magdalena, también conocido como Municipalidad de Magdalena es un edificio público donde tiene su sede el gobierno del Partido de Magdalena, Argentina.

## Historia
La Municipalidad de Magdalena fue construido en 1856 y estaba situado en la esquina de Obligado y Pintos (Actualmente llamadas Brenan y Yrigoyen). En 1877 se resuelve la construcción del actual edificio.

## Información de uso y arquitectura
El edificio cuenta con dos plantas: la planta baja destinada a dependencias administrativas y en la planta alta, se encuentra el salón de actos o recepciones, donde se realizaban fiestas y actividades sociales. También en él encontramos un balcón terraza con techo sostenido por columnas, al igual que el interior del dicho salón de actos. Actualmente funciona las dependencias y el recinto del Concejo Deliberante, conservando su mobiliario original, con sillones estilo Luis XVI realizados a fines del siglo XIX.